# بنتلی آرنیج

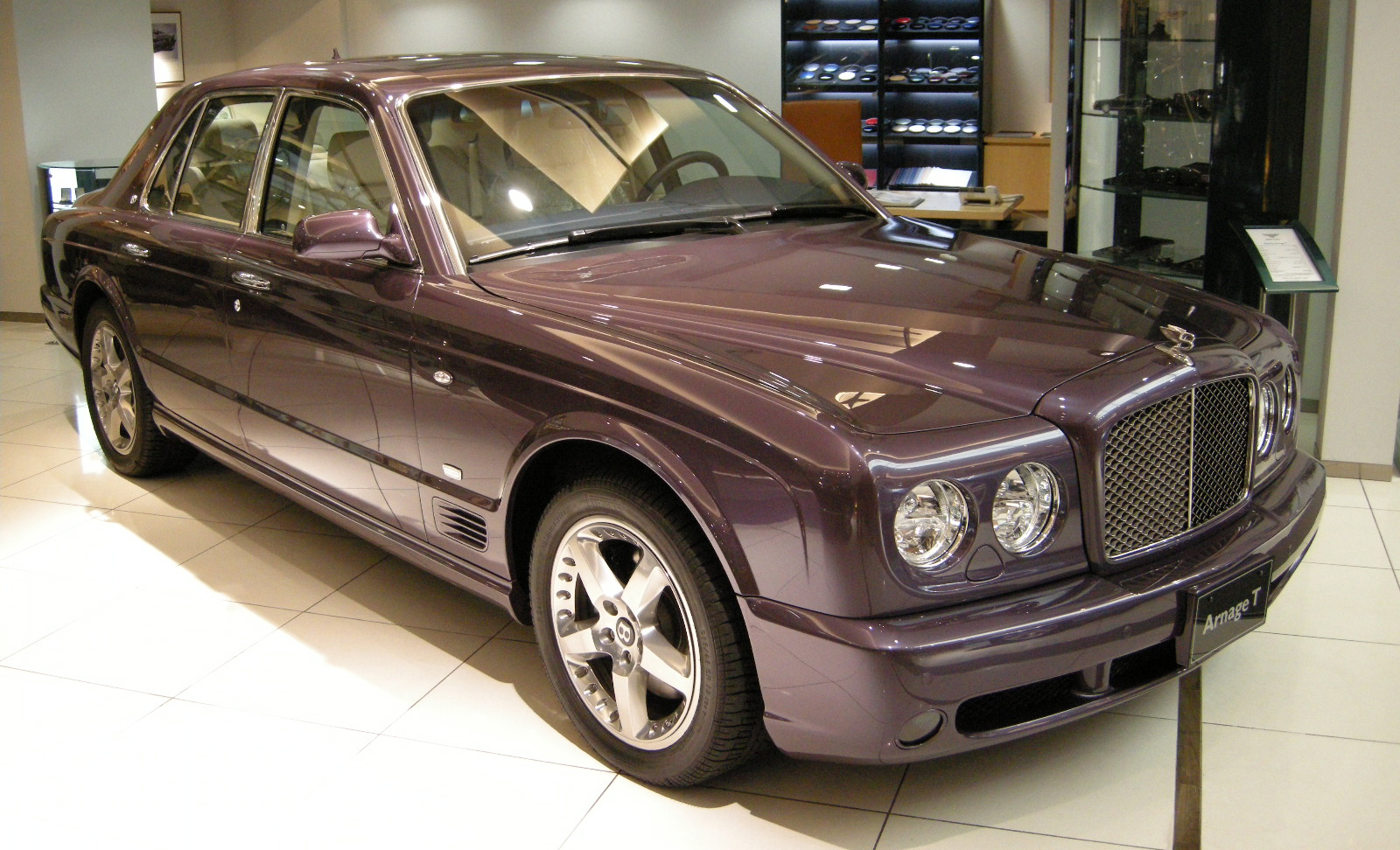
بنتلی آرنیج (به انگلیسی: Bentley Arnage) خودرویی است که در سال‌های ۱۹۹۸ تا ۲۰۰۹ تولید شده‌است.
طراحی آن موتور جلو-محور عقب بوده‌است.

بنتلی آرنیج (به انگلیسی: Bentley Arnage) خودرویی است که در سال‌های ۱۹۹۸ تا ۲۰۰۹ تولید شده‌است.
طراحی آن موتور جلو-محور عقب بوده‌است. سیستم جعبه‌دندهٔ آن به صورت خودکار است.